# Bob-Manuel Udokwu
Bob-Manuel Obidimma Udokwu es un actor, director, productor y político nigeriano. En 2014, recibió el premio Lifetime Achievement en la décima edición de los Premios de la Academia del Cine Africano. Fue nominado a mejor actor secundario en los Nollywood Movies Awards 2013 por su actuación en Adesuwa.

## Biografía
Asistió a la Universidad de Port Harcourt donde obtuvo una licenciatura en artes teatrales. Obtuvo una maestría en Ciencias Políticas con especialización en Relaciones Internacionales de la Universidad de Lagos. Fue presidente de la Asociación de Estudiantes de Arte de Teatro de la Universidad de Nigeria durante el año 1989-1990.

## Filmografía
- Living in Bondage
- Rattlesnake
- Karishika[6]
- The Key for Happiness
- Black Maria
- What a World
- Heaven after Hell
- A Time to Love
- Cover Up
- Endless Tears
- Naked Sin
- My Time
- Home Apart
- Games Men Play
- Soul Engagement
- Living in Bondage: Breaking Free

## Vida personal
Udokwu conoció a su esposa Cassandra Joseph cuando estaba haciendo su programa de maestría en la universidad de Lagos, mientras ella estudiaba en la universidad. Se casaron el 19 de febrero de 2000. El matrimonio tiene dos hijos, una niña y un niño. Llamó a su hijo Garvey Udokwu, en honor al líder político, Marcus Garvey.